# Phyllophaga stehlei
Phyllophaga stehlei är en skalbaggsart som beskrevs av Fortuné Chalumeau 1985. Phyllophaga stehlei ingår i släktet Phyllophaga och familjen Melolonthidae. Inga underarter finns listade i Catalogue of Life.